# Sulfat d'estany(II)
El sulfat d'estany(II) (SnSO₄) és un compost químic. És un sòlid blanc que pot absorbir prou humitat de l'aire per dissoldre's completament, formant una solució aquosa; aquesta propietat es coneix com a deliqüescència. Es pot preparar mitjançant una reacció de desplaçament entre estany metàl·lic i sulfat de coure(II):
Sn (s) + CuSO₄ (aq) → Cu (s) + SnSO₄ (aq)
El sulfat d'estany(II) és una bona font d'ions d'estany(II) que no està contaminada amb espècies d'estany(IV).